# Прекрасное жестоко
«Прекрасное жестоко» — дебютный альбом группы Глеб Самойлоff & The Matrixx; выпущен 15 сентября 2010 года.

## Об альбоме

### Описание
Первый альбом The Matrixx был записан быстро — группе хотелось «как можно скорее заявить о своём существовании»  —  и, по словам Глеба Самойлова, получился «очень искренним». В него вошли не только исполнявшиеся на концертах песни, но и стихи Глеба Самойлова, прочитанные автором.
Запись проходила с февраля по август 2010 года на студиях «Vintage Recording Studio» и «Dreamport», в ней принимал участие Алексей Могилевский.
В мае вышел клип  режиссёра Валерия Гай-Германики на песню «Никто не выжил», в сентябре —  клип «Любовью» Артёма Пугача.
Обложка диска выполнена в 3D-формате. В оформлении использованы картины Алексея Беляева-Гинтовта из проектов «Революция пространств» и «Парад Победы 2037».
Альбом вышел в двух вариантах — обычном и лимитированном. К лимитированному изданию «Прекрасного жестоко» прилагались альбом «Маленький Фриц», 16-страничный буклет с текстами обоих дисков, информация о записи альбома, открытка с автографами участников группы и значок.

### «Маленький Фриц»
Вошедший в лимитированное издание сольный альбом Глеба Самойлова «Маленький Фриц» был записан в 1990 году, вышел несколько лет спустя на компакт-диске и к моменту выхода «Прекрасного жестоко» уже давно был редкостью. На концертах «Агаты Кристи» материал альбома не исполнялся. «Маленький Фриц» показался автору подходящим по настроению к новой программе и успешно её дополняющим.

— Как же тогда получается, что «Маленький Фриц», записанный в двадцатилетнем возрасте, пришёлся кстати именно сейчас?
— Потому что для меня самого это был очень неожиданный и взрослый альбом, так я его воспринимаю до сих пор. Неожиданный даже тогда, потому как тема Второй мировой войны в таком ракурсе не волновала, кроме фильмов о Штирлице. «Маленький Фриц» был неожиданным тогда. Таким же чудом я его воспринимаю сейчас, и он достаточно органично вписывается в новую программу.
— Глеб Самойлов для «Русского обозревателя», 13 января 2011 года
«Барон и за рекой», «Но Пасаран!», «Гитлер», «Командир», «Последний подвиг Евы Браун» вошли в программу концертов тура.

### Клип «Любовью»
В сентябре режиссёр Артём Пугач снял вызывающий и провокативный клип на песню «Любовью». Анонсы сообщали, что в клипе «помимо музыкантов будет много крови и красивых девушек, изображающих оргазм» и что он будет похож на клип на Pussy немецкой группы Rammstein. В съёмках принимали участие знакомые музыкантов и режиссёра. 24 октября клип стартовал на телеканале «A-One» и других музыкальных каналах страны.
Глеб Самойлов говорил, что клип должен был обозначить группу как альтернативную и андерграундную и не рассчитывал, что хоть одна из ныне существующих мажорных радиостанций возьмет ее в ротацию. По согласоваванию с правообладателем, компанией «Союз», песня была выложена в сеть для свободного прослушивания.
Это был первый клип The Matrixx, который запретили практически на всех каналах, и даже дважды на Youtube.

### Использование в кино
Песни «Ненормальный»(32, 43 серии),  «Жить всегда»(43 серия), «Такой день»(54,57 серии) и «В открытый рот» (серия 60)  прозвучали в российском телесериале «Школа» режиссеров Валерии Гай Германики, Руслана Маликова и Наталии Мещаниновой.
Песня «Никто не выжил» была использована в качестве саундтрека к фильму «Прекрасное завтра» режиссера Сергея Соколинского.
Стихотворение «Вампиры» было использовано в тизере кинопроекта «Кровавый навет» режиссера Максима Буйницкого.

### Гастроли
Первый тур The Matrixx был открыт 20 апреля концертом в Ижевске. В программу вошли новые песни и композиции с сольного альбома Глеба Самойлова «Маленький Фриц», записанного в 1990 году. Музыканты в этом туре не получали гонорара за выступления, их целью было познакомить публику с новой, непривычной музыкой группы.
Московская презентация программы «Прекрасное жестоко» состоялась 4 июня 2010 года в клубе «Milk». На неё были приглашены Александр Проханов, Юрий Мамлеев и Эдуард Лимонов. Главный редактор «Завтра» оказался в командировке, Мамлеев был болен, Лимонов тоже не появился. Но сам факт такого приглашения и более чем возможного появления — любопытный штрих к ориентирам проекта  на тот момент времени. 4 августа группа снова выступала в Москве, концертом отмечали сорокалетие Глеба Самойлова.
Презентациями альбома 20 ноября в Москве и 21 ноября в Санкт-Петербурге группа начала большой тур в поддержку альбома, выступления прошли в Новокузнецке, Кемерово, Томске, Новосибирске, Барнауле, Санкт-Петербурге, Казани, Архангельске, Киеве, Донецке, Виннице, Краснодаре, Минске, Челябинске, Перми, Екатеринбурге, Измаиле, Рязани, Ярославле.

### Реакция слушателей
Большая часть аудитории группы поначалу состояла из поклонников «Агаты Кристи», а на концертах не прозвучало ни одной ее песни, многие были разочарованы. Альбом был встречен весьма неоднозначно (несмотря на это он стал одним из самых продаваемых релизов осени 2010).

А уж когда широкой публике был представлен первый альбом группы «Прекрасное жестоко», нападок стало в два раза больше. Тут уж Глебу припомнили все: и то, что он больше не поет про чудеса и сказки, а стал описывать реальные уродства современной действительности  и то, что от его песен веет мраком и безнадегой...— Алексей Щеголев, Проект ИNАЧЕ, 8 ноября 2011 года
«Мало кто мог предполагать, что Глеб зайдёт так далеко». Мнения высказывались в диапазоне от «натужные попытки проявить самостоятельность, и особенно бесхитростные стихи на тему пороков. Право слово, мы ждали от Глеба Самойлова большей компетентности в этом вопросе»  до «именно по текстам нынешнего Глеба Самойлова мы будем судить о текущем времени (а точнее — безвременье)» и «... этот альбом я считаю абсолютной удачей. Ради него, в принципе, стоило начинать сольную карьеру».

Таким образом я проверял, правильно ли то, что я придумал. Это касалось и всей концепции альбома, и заявления о себе группы The Matrixx. Послушал потом в ту же ночь, когда она была доделана, и понял, что я ничуть не ошибался. Главное — чтобы мне все казалось крутым. Меня сейчас критика не раздражает абсолютно.— Глеб Самойлов для журнала Rolling Stone Russia, 2017 год 

### «Неопостготика»
Именно в это время Глеб придумал словечко «неопостготика», якобы обозначавшее стиль «Матрицы» и долго (до третьего альбома включительно) описывал журналистам оттенки его значений.

...нужно сказать о проскочившем тогда несколько раз названии «неопостготика». Это название достаточно точно отражает характер альбома. Почему «неоготика»? Да потому, что это все та же мрачная музыка, которую можно было услышать от все той же «Агаты Кристи», но гораздо более современная. Почему «постготика»? Об этом читайте выше: здесь не поется о загробном мире, как это принято в «готике», здесь все о жизни сегодня, еще «до гроба».
— Роман Давыдов, журнал DARKER №4, 2013 год 
Термин прижился, и вскоре его уже автоматически употребляли практически во всех статьях о группе. В 2017 году Самойлов не выдержал, и на вопрос журналиста чего он желает всем любителям неопостготики, ответил: «Если вы до сих пор верите, что такой жанр существует, я вам желаю здоровья и счастья».

## Список композиций
| Трек | Название              | Длительность |
| ---- | --------------------- | ------------ |
| 1    | Отряд                 | 0:45         |
| 2    | Такой день            | 2:11         |
| 3    | Жить всегда           | 4:02         |
| 4    | В открытый рот        | 2:43         |
| 5    | Дерьмо                | 0:22         |
| 6    | Один из вас           | 2:11         |
| 7    | Друг и драг           | 0:24         |
| 8    | Сердце и печень       | 3:17         |
| 9    | Ненормальный          | 3:54         |
| 10   | Любовью               | 3:09         |
| 11   | Такая ночь            | 3:21         |
| 12   | Житель маленького ада | 0:22         |
| 13   | В дверь стучат        | 1:59         |
| 14   | Исход                 | 0:57         |
| 15   | Форма                 | 2:43         |
| 16   | Дыра                  | 2:24         |
| 17   | Содомия               | 1:48         |
| 18   | Вампиры               | 0:50         |
| 19   | Готика                | 2:40         |
| 20   | Завтра                | 3:12         |
| 21   | Они подойдут поближе  | 0:19         |
| 22   | Любить снова          | 2:48         |
| 23   | Никто не выжил        | 3:49         |
| 24   | Спокойной ночи        | 2:03         |

## Состав
- Глеб Самойлов — вокал, голос, гитара, бас, клавишные;
- Дмитрий «Snake» Хакимов — барабаны;
- Константин Бекрев[39] — программирование, клавишные, бас-гитара, бэк-вокал;
- Валерий Аркадин — гитара.

### Приглашённые музыканты
- Алексей Могилевский — саксофон («Никто не выжил»);
- «Блондинка КсЮ» — вокал («Любить снова», «Дыра»).

## Технический персонал
- Все треки записаны на студии «Dreamport», звукорежиссёры: Максим Самосват и Владимир Насонов;
- Сведение — Максим Самосват, кроме: треков 2 и 23 (записаны на студии «Vintage Recording Studio», звукорежиссёр Александр Айдакин);
- Трек 23 сведён на студии «Wolk Recording Studios», звукорежиссёр Александр Волк;
- Мастеринг — Андрей Субботин;
- Дизайн — Евгений Непряхин;
- Фото — Алексей Никишин;
- Автор всех песен в альбоме — Глеб Самойлов.

## Дополнительная информация
- «Жить всегда» —  описание переживаний и мыслей автора в связи с самоубийством 21-летней фанатки «Агаты Кристи» Марии Чесноковой[21].
- «В открытый рот» и «Сердце и печень» были впоследствии перезаписаны в новых акустических аранжировках с участием перкуссии, струнных и духовых инструментов для акустического альбома Light.
- «Один из вас» изначально был задуман с эффектом «гелия»
- Главная музыкальная тема «Исхода» обыгрывает тему Имперского марша из фильма «Звёздные войны», в тексте используется звукопись.
- «Готика» написана для альбома «Эпилог» группы «Агаты Кристи». Ритмика припева отсылает к похоронному маршу Шопена.
- «Завтра»  на концертах неоднократно посвящалась одноимённой газете и её главному редактору Александру Проханову[40][41].
- «Форма» впервые была исполнена 7 июня 2007 года на творческом вечере Глеба Самойлова в Санкт-Петербурге в клубе «Орландина» и называлась «Если проснусь»[42].
- «Ненормальный» была исполнена 16 июля 2008 года на совместном концерте Глеба Самойлова, Михаила Борзыкина («Телевизор») Алексея Никонова («Последние танки в Париже») «ТриБьют»  в клубе «Орландина». Песня называлась «До свиданья!» [43]